# Женское (озеро)
Же́нское (фин. Naistenjärvi) — озеро на территории Найстенъярвского сельского поселения Суоярвского района Республики Карелия.

## Общие сведения
Площадь озера — 4,0 км², площадь бассейна — 1710 км². Располагается на высоте 132,8 метра над уровнем моря.
Форма озера продолговатая, лопастная, вытянутая с юго-востока на северо-запад. Берега изрезаны. В центральной части озера расположено несколько островов. Берега каменисто-песчаные, местами заболоченные. Через озеро протекает река Тарасйоки.
Вдоль западного берега озера проходит автомобильная дорога 86К-359 («Майсинваара — Найстенъярви»), а также линия железной дороги Суоярви — Костомукша.
На берегу озера расположена станция Октябрьской железной дороги Найстенъярви.
Код водного объекта в государственном водном реестре — 01040100111102000016887.

## Фотография
|  |